# Tanysiptera danae
Tanysiptera danae е вид птица от семейство Alcedinidae.

## Разпространение
Видът е разпространен в Папуа Нова Гвинея.